# Pristocorypha turrigera
Pristocorypha turrigera är en insektsart som beskrevs av Rehn, J.A.G. 1940. Pristocorypha turrigera ingår i släktet Pristocorypha och familjen gräshoppor. Inga underarter finns listade i Catalogue of Life.